# Episodi di The Sandman (prima stagione)
La prima stagione della serie televisiva The Sandman, composta da 11 episodi, è stata pubblicata sul servizio di streaming on demand Netflix in tutti i paesi in cui è disponibile, dal 5 agosto  al 19 agosto 2022..
| nº | Titolo originale                    | Titolo italiano                  | Pubblicazione  |
| -- | ----------------------------------- | -------------------------------- | -------------- |
| 1  | Sleep of the Just                   | Il sonno dei giusti              | 5 agosto 2022  |
| 2  | Imperfect Hosts                     | Anfitrioni inadeguati            | 5 agosto 2022  |
| 3  | Dream a Little Dream of Me          | Dream a Little Dream of Me       | 5 agosto 2022  |
| 4  | A Hope in Hell                      | Una speranza all'inferno         | 5 agosto 2022  |
| 5  | 24/7                                | 24 ore                           | 5 agosto 2022  |
| 6  | The Sound of Her Wings              | Il rumore delle sue ali          | 5 agosto 2022  |
| 7  | The Doll's House                    | Casa di bambola                  | 5 agosto 2022  |
| 8  | Playing House                       | Il gioco della famiglia          | 5 agosto 2022  |
| 9  | Collectors                          | Collezionisti                    | 5 agosto 2022  |
| 10 | Lost Hearts                         | Cuori strappati                  | 5 agosto 2022  |
| 11 | A Dream of a Thousand Cats/Calliope | Il sogno di mille gatti/Calliope | 19 agosto 2022 |

## Il sonno dei giusti
- Titolo originale: Sleep of the Just
- Diretto da: Mike Barker
- Scritto da: Neil Gaiman, David S. Goyer, Allan Heinberg

### Trama
Nel 1916, l'aristocratico britannico Roderick Burgess, con la collaborazione del dottor John Hattway del Royal Museum di Londra, organizza un rituale occulto per intrappolare la Morte e pretendere la restituzione del figlio Randall, recentemente morto. La pratica finisce però per catturare Morfeo, il re dei sogni e fratello di Morte, mentre sta cercando di riportare nel suo regno un incubo di nome Corinzio. Roderick ruba gli strumenti del potere di Morfeo (il suo elmo, un sacchetto di sabbia e un rubino), poi Corinzio fa visita a Roderick che su suo suggerimento costruisce una gabbia di vetro all'interno del cerchio per contenerlo dando ordine alle guardie che lo sorvegliano di assumere dei farmaci in modo che non si addormentino, altrimenti Morfeo scapperebbe tramite i loro sogni. Una volta completata la prigione, Corinzio scompare mentre Roderick cerca di ricattare Morfeo per ottenere qualcosa in cambio, ma l'entità rifiuta di parlargli. Burgess tiene prigioniero Morfeo per anni senza mai parlare, durante i quali lui e i suoi seguaci ottengono ricchezza e vita prolungata, mentre a causa dell'assenza di Morfeo dal Mondo Dei Sogni tutte le persone addormentate al momento della sua cattura hanno perso la capacità di svegliarsi. Questo tragico evento è stato chiamato "Malattia del Sonno". Alex, il figlio ignorato di Roderick, prova pena per la situazione di Morfeo, ma non ha il coraggio di ribellarsi al padre; per compiacere il genitore arriva a uccidere il corvo di Morfeo mentre l'animale sta cercando di liberarlo. Tempo dopo, Ethel Cripps, l'amante di Roderick, rimane incinta di lui, il quale le ordina di abortire e lei, risentita, fugge dopo aver rubato gli strumenti di Morfeo. Burgess viene ucciso accidentalmente da Alex durante una lite, tuttavia il ragazzo non libera l'entità per paura che si vendichi. Nel 2021, dopo un secolo di prigionia, Morfeo riesce a liberarsi in quanto Paul, il compagno di Alex, cancella parte delle rune che lo intrappolavano. L'entità si libera e usando i suoi poteri penetra nei sogni di Alex condannandolo a un sonno eterno. Finalmente libero torna nel Mondo Dei Sogni dove ad attenderlo vi è Lucienne, la bibliotecaria reale, ma trova il suo regno completamente devastato.

## Anfitrioni inadeguati
- Titolo originale: Imperfect Hosts
- Diretto da: Jamie Childs
- Scritto da: Allan Heinberg

### Trama
Morfeo torna nel Mondo Dei Sogni, il suo regno e fonte di tutti i sogni, ma lo trova in rovina a causa della sua prolungata assenza; Lucienne gli spiega che alcuni dei suoi sudditi lo hanno abbandonato perché convinti del suo abbandono, mentre altri convinti del contrario sono andati a cercarlo. L'entità visita i fratelli Caino e Abele per recuperare un regalo che diede loro tempo prima, il gargoyle domestico Gregory, il quale ripristina il suo potere e per far sì che il rituale funzioni prende dai sogni degli altri il necessario per permettergli di evocare il Fato e offrire alle Moire le offerte con cui pagare i loro servigi. Le divinità informano Morfeo di dove si trovano i suoi strumenti: il sacchetto di sabbia è in possesso dell'esorcista Johanna Constantine, l'elmo in mano a un demone dell'Inferno a cui è stato ceduto in cambio di un amuleto protettivo e il rubino è passato da una madre a un figlio. Morfeo parte alla ricerca degli oggetti, ma non prima di aver inviato a Caino e Abele un uovo da cui nasce un cucciolo di gargoyle per sostituire quello perso. La sua prima tappa è Londra.
Frattanto Ethel, la cui vita è stata prolungata da un amuleto protettivo che ha ricevuto dopo aver donato a un demone l'elmo di Morfeo, si è rifatta una vita in America come venditrice di opere d'arte rubate e riceve la visita di Corinzio che vuole che le riveli dove sono gli strumenti e minaccia di ucciderla strappandole gli occhi, ma lei lo respinge grazie a un amuleto. Dopo aver scacciato l'incubo, Ethel si reca a Buffalo per far visita a John, figlio suo e di Roderick Burgess, il quale è recluso in un ospedale psichiatrico.
Corinzio, rigeneratosi nel Mondo Dei Sogni, si prepara a tornare sulla Terra, ma non prima di aver incontrato Lucienne e aver affermato che Morfeo è un egoista a cui non importa niente di loro.

## Dream a Little Dream of Me
- Titolo originale: Dream a Little Dream of Me
- Diretto da: Jamie Childs
- Scritto da: Jim Campolongo

### Trama
Morfeo rintraccia Constantine, una discendente di una sua vecchia fedele, per recuperare il sacchetto. Constantine che lavora come esorcista, dopo aver liberato un calciatore - che si stava sposando in segreto con un membro della famiglia reale - da una possessione demoniaca prima che riveli a Morfeo quale demone ha il suo elmo, viene avvicinata da Morfeo che le chiede di renderle il suo sacchetto. Constantine inizialmente riluttante accetta a patto che né lui né il suo corvo la seguano. Morfeo che non voleva più un corvo dopo la scomparsa del precedente conosce il corvo Matthew, e anche se non vuole, accetta i servigi di Matthew. Usando i suoi poteri rintraccia Constantine entrando nei suoi incubi - dove continua a rivivere la morte di sua nipote per mano di un demone evocato - e la convince ad aiutarlo a ritrovare il sacchetto; la donna confessa di aver erroneamente lasciato l'oggetto a casa della sua ex Rachel, ma quando vanno da lei per riprenderlo scoprono che la donna è stata consumata dall'uso della sabbia. Morfeo, inizialmente riluttante, accetta per amor di Constantine, che dà il suo addio alla donna, di usare il potere della sabbia per far morire la Rachel sofferente nel sonno per risparmiarle ulteriore dolore donandole un bellissimo ultimo sogno. Dopo essersi salutati Morfeo assicura Constantine che non sarà più perseguitata da quel suo incubo e successivamente lui e Matthew si dirigono all'Inferno. Intanto Ethel, che è andata a far visita a suo figlio John, ossessionato dal rubino di Morfeo, preoccupata per lui, nonostante non siano più in buoni rapporti, gli racconta tutta la verità su suo padre e gli oggetti pregandolo di dirgli dove si trova il rubino per renderlo al suo proprietario ma John non sembra propenso a farlo allora Ethel per dimostrargli che tiene a lui e vuole proteggerlo gli regala l'amuleto protettivo. Non appena l'oggetto diventa suo, Ethel muore di vecchiaia, mentre John usa i poteri dell'oggetto per scappare. E appena esce dall'ospedale, dopo che tutte le guardie che hanno provato a fermarlo sono morte, incontra Corinzio.

## Una speranza all'inferno
- Titolo originale: A Hope in Hell
- Diretto da: Jamie Childs
- Scritto da: Austin Guzman

### Trama
Morfeo scende all'Inferno per recuperare il suo elmo, ad accoglierlo all'ingresso vi è Truconfio, guardiano dei cancelli, che lo conduce al cospetto di Lucifer Astro del Mattino, il sovrano del regno. L'angelo caduto sperava che Morfeo fosse venuto per formare un'alleanza con lui, ma l'entità nega la cosa affermando che la ragione della sua visita è unicamente la restituzione del suo elmo e anche se inizialmente non conosce il demone che è in possesso del suo elmo, usando la sua sabbia riesce a identificarlo. Il demone, Choronzon, si rifiuta di restituirlo avendolo scambiato equamente, ma è disposto a cederglielo solo se Morfeo accetterà di sfidarlo: se vincerà riavrà l'elmo, ma se perde diventerà suo schiavo in eterno. Sicuro di vincere, Morfeo accetta; Choronzon propone una competizione di abilità, sicurezza di sé e trasformazione scegliendo come proprio campione Lucifer mentre Morfeo sceglie se stesso. Morfeo ordina a Matthew di tornare nel Mondo Dei Sogni, ma il corvo non intende abbandonare il suo signore. Dopo un duro scontro la sfida viene vinta da Morfeo che invocando la speranza, concetto riconosciuto da Lucifer come imbattibile, riottiene l'elmo, nonostante Lucifer giuri vendetta. Di nuovo in possesso del suo elmo, Morfeo lo usa per localizzare il rubino, ma scopre che John ha alterato il gioiello per adattarlo ai suoi desideri e a quelli di nessun altro.
John riceve un passaggio da una donna, a cui racconta quello che ha fatto, cosa che la porta ad avere paura di lui. Durante una sosta a una stazione di servizio la donna chiede al commesso di chiamare aiuto, ma questi resta ucciso da John; quest'ultimo afferma che non intende far del male alla donna che, temendo per la sua vita, lo porta a recuperare il rubino. John regala il suo amuleto protettivo alla donna che lo ha aiutato, in quanto sente di non averne più bisogno.

## 24 ore
- Titolo originale: 24/7
- Diretto da: Jamie Childs
- Scritto da: Ameni Rozsa

### Trama
John si rifugia in una tavola calda e usa i poteri del rubino per impedire ai presenti e al mondo intero di mentire, ritenendo di poterli "liberare"; ciò porta però all'uccisione e al suicidio di molte persone. Morfeo affronta John nel Mondo Dei Sogni e sembra essere da lui sconfitto; esultante, John distrugge il rubino e così permette la restituzione del potere del gioiello al suo vero padrone, Morfeo. Provando pietà per l'uomo, Morfeo lo riporta nell'istituto mentale in un sonno profondo. Altrove Desiderio, uno dei fratello di Morfeo, complotta contro di lui.

## Il rumore delle sue ali
- Titolo originale: The Sound of Her Wings
- Diretto da: Mairzee Almas
- Scritto da: Lauren Bello

### Trama
Morfeo, malinconico per la mancanza di uno scopo dopo aver ritrovato i suoi strumenti, accompagna Morte, sua sorella, per la città e la osserva mentre porge la mano a coloro che devono lasciare la loro vita per seguirla nell'aldilà. Morte spiega a Morfeo come il loro lavoro è lo scopo della loro esistenza. In un flashback del 1389 nel Medioevo, Morfeo e Morte incontrano Hob Gadling in una taverna, un uomo sicuro di poter essere più scaltro della morte. Morte decide di risparmiare Gadling fino a quando lui stesso sarà pronto a morire e Morfeo propone all'uomo di incontrarsi una volta ogni cento anni in quella taverna. Hob, a ogni incontro, sostiene che non importa quale sia la svolta che prende la sua vita, non desidera la morte e, (durante uno di questi incontri Morfeo incontra Lady Johanna Constantine, l'antenata della Constantine che ha incontrato nel 2021) dopo diversi incontri, ipotizza che Morfeo continua a incontrarlo perché si sente solo ed è senza amici, ipotesi che inizialmente offende Morfeo che non si presenterà al prossimo incontro nel 1989, perché prigioniero nel seminterrato dei Burgess. Quando la taverna originale viene venduta, Hob, che non ha mai perso la speranza del ritorno di Morfeo, sceglie una nuova taverna a un isolato di distanza dove finalmente si incontreranno di nuovo. Altrove, Desiderio usando il sigillo di sua sorella Disperazione la invoca per coinvolgerla in un piano ai danni di Morfeo, rivelando inoltre che l'imprigionamento di Morfeo nella gabbia era una sua idea.

## Casa di bambola
- Titolo originale: The Doll's House
- Diretto da: Andrés Baiz
- Scritto da: Heather Bellson

### Trama
Nel 2015 i genitori di Rose e Jed Walker divorziano, separando i due fratelli. Nel 2021, in seguito alla morte di entrambi i genitori, Jed viene affidato a una famiglia, nonostante i tentativi della sorella di localizzarlo e rivendicarne la tutela legale. Rose è a sua insaputa un Vortice, un essere che attrae e manipola i sogni. Desiderio e la sua gemella Disperazione cospirano per usare Rose contro Morfeo, mentre Morfeo vuole usarla per rintracciare tre sogni ancora latitanti: Creta, Corinzio e Il Paradiso dei Marinai. La notizia della comparsa di una Vortice dopo molti anni mette sull'attenti Morfeo, ma non potendo controllare Rose se non quando dorme il corvo Matthew si offre di seguirla quando è sveglia.
Rose e Lyta Hall, la donna che aveva adottato Rose alla morte di sua madre insieme al marito Hector (che purtroppo è morto in seguito in un incidente), si recano in Inghilterra per incontrare Unity Kincaid, una vittima guarita dalla malattia del sonno e unica sopravvissuta. Unity rivela di essere la bisnonna biologica di Rose; sembra che durante il suo lungo sonno abbia sognato una vita stupenda, ma al suo risveglio ha scoperto che niente di ciò che ha sognato era vero eccetto una cosa: non si sa come, ma sembra che Unity abbia partorito una bambina che successivamente è stata adottata e una volta adulta questa ha partorito una figlia che ha chiamato Miranda; Rose abbraccia la sua bisnonna, felice del fatto di non essere più sola. Rose ha una visione delle Moire che l'avvertono di fare attenzione a Corinzio e Morfeo. Unity si offre di finanziare la ricerca di Jed anche se non potrà essere presente e regala a Rose un anello per far sì che sia con loro. Rose e Lyta arrivano in Florida, ma nonostante Rose sia la sorella di Jed non le viene permesso nemmeno di vedere il fratello, tuttavia l'assistente sociale la informa che suo fratello è stato dato in affido a degli amici di suo padre. Matthew, dopo aver visto com'è la vita di Rose nel mondo della veglia (dal momento che nei sogni si rifletterebbe quello che lei vive da sveglia), informa Lucienne che Rose sta cercando suo fratello e da quest'informazione Lucienne nota che Jed non è presente in nessuno dei due mondi. Essendo impossibile localizzare Jed nel Mondo Dei Sogni e in quello reale, Lucienne e Morfeo deducono che il sogno latitante Creta ha separato la coscienza di Jed dal Mondo Dei Sogni. Rose riesce a entrare nella sala del trono di Sogno, sente Lucienne e Morfeo parlare di suo fratello Jed e chiede loro aiuto. 
Nel frattempo Corinzio, anch'egli alla ricerca di Rose, si presenta nel suo appartamento con la scusa di doversi intrattenere con un suo amico; quando sembra che stia per ucciderlo si ferma perché vede la notizia di un omicidio compiuto con il suo stesso modus operandi. Rintraccia gli ideatori del crimine e viene invitato come ospite d'onore a una convention di serial killer, la cui copertura è quella di "collezionisti", ansiosi di conoscerlo. Uno di loro aveva emulato il suo stile uccidendo una persona innocente solo per attirare la sua attenzione.

## Il gioco della famiglia
- Titolo originale: Playing House
- Diretto da: Andrés Baiz
- Scritto da: Alexander Newman-Wise

### Trama
Morfeo decide di aiutare Rose a trovare suo fratello che sospetta essere insieme a uno dei suoi incubi scomparsi, Creta, anche se Lucienne non è d'accordo, rivelandole inoltre che lei è un Vortice di sogni la cui capacità è quella di fare sogni così potenti da viaggiare in quelli degli altri: l'aver ottenuto un'udienza con lui indica quanto Rose sia potente. Una volta che si sarà svegliata, il corvo Matthew veglierà su di lei e quando si riaddormenterà lo cercheranno insieme. Durante il giorno, Rose e gli altri ospiti del bed and breakfast distribuiscono volantini intorno a Cape Kennedy nella speranza che qualcuno li aiuti a ritrovare Jed, ma ciò attira l'attenzione di Corinzio. 
Quella notte Morfeo e Rose viaggiano attraverso i sogni degli ospiti del B&B, fino ad arrivare nei sogni di Jed. Creta, usando i suoi poteri, ha manipolato i sogni del bambino per aiutarlo a fuggire dalle violenze che subisce dal padre adottivo, che lo tiene solo per i soldi che ogni mese riceve per l'affidamento, facendo del ragazzino un super eroe e per far si che non abbia paura si presenta a Jed con le sembianze di sua madre. Rose riesce nel poco tempo a disposizione a farsi dire da Jed chi lo ha preso in affido prima che Morfeo, quando li trova, rimprovera e punisce Creta per non aver seguito i suoi doveri, ma Creta si giustifica spiegando di aver agito solo per il bene del bambino e che non desiderava essere un incubo ma un sogno. Morfeo fraintende le motivazioni di Creta e la punisce inviandola nelle Tenebre. 
Nel frattempo, Hector tenta di convincere Lyta a rimanere nel Mondo Dei Sogni e ad avere la vita che sognavano compreso il desiderio di avere un bambino insieme; inizialmente Lyta è dubbiosa sulla cosa e non sa cosa rispondere, ma alla fine decide di farlo e quando si risveglia, è visibilmente incinta (esattamente com'è accaduto a Unity).
Corinzio riesce a trovare Rose, dopo essere andato a parlare con Unity spacciandosi per un giornalista, ma dopo aver notato il corvo ritiene sia meglio non affrontare subito Morfeo così si mette sulle tracce di Jed. Dopo aver incontrato e ucciso l'assistente sociale, si presenta a casa dei genitori adottivi di Jed e dopo averli uccisi rapisce il ragazzino (dicendogli che è stata Rose a mandarlo) per attirare Rose a una convention di serial killer. 

## Collezionisti
- Titolo originale: Collectors
- Diretto da: Coralie Fargeat
- Scritto da: Vanessa Benton (accreditata come Vanessa James Benton)

### Trama
Jed, insieme a Corinzio, contatta la sorella e le chiede di andarlo a prendere in Georgia, al "Convegno dei cereali", senza immaginare che gli ospiti che vi partecipano sono tutti serial killer. Rose, accompagnata da Gilbert, si reca nell'hotel dove si tiene la convention per riunirsi al fratello.
Mentre Lyta continua a incontrare Hector nei suoi sogni, Lucienne e Matthew deducono che la gravidanza di Lyta sia il risultato del crescente potere di Rose, ma Lucienne ancora arrabbiata per come Morfeo l'ha trattata, sottolineando che lei è solo la bibliotecaria, non ritiene opportuno informarlo della cosa. Un potere che minaccia di rompere le barriere tra il mondo dei sogni e quello della veglia. Morfeo trova Lyta ed Hector nel reame dei sogni e si rende conto che il Vortice ha permesso allo spirito di Hector di abitare nel sogno di Lyta, invece che procedere nel regno dell'aldilà come sarebbe stato giusto; per evitare di distruggere l'equilibrio Morfeo bandisce Hector dal reame dei sogni e informa Lyta che il suo bambino, non ancora nato, un giorno gli apparterrà poiché è stato concepito nel suo regno. Dopo aver cancellato Hector, Morfeo interrompe il sogno di Lyta e Rose, ma con sua sorpresa Rose si ripresenta davanti a lui e lo scaccia interrompendo lei stessa il suo sogno. Subito dopo essersi svegliata, Rose riceve una telefonata da Lyta rassicurandola che non permetterà a Morfeo di portarle via il bambino. 
Arrivati in hotel i due cercano Jed, che nel frattempo ha iniziato a girare per l'albergo incuriosito da questa convention. Durante la ricerca, Gilbert intuisce che i partecipanti alla convention sono tutti killer professionisti. A un certo punto Corinzio e Gilbert si riconoscono e senza dirlo a Rose, quest'ultimo lascia l'albergo. Morfeo chiede goffamente scusa a Lucienne e lei lo perdona. Morfeo ammette che la bibliotecaria aveva ragione sul Vortice e sull'ipotesi che avrebbe attirato gli incubi scomparsi. Proprio uno di questi, "il Paradiso dei Marinai", cioè il gentleman Gilbert, torna nel Mondo Dei Sogni per indicare a Morfeo la posizione di Corinzio informandolo di ciò che ha fatto, e farlo allontanare dal mondo della veglia, in modo da poter salvare gli umani e la sua amica Rose. 
Corinzio incontra un tipo che si finge uno dei killer presenti, sapendo che il killer originale è morto, e dopo aver informato i due organizzatori i tre lo uccidono, ma Jed assiste all'omicidio e scappa. Senza saperlo incappa in un altro killer che cerca di fargli del male finché non incontra Rose, i due allora scappano ma quando sembra che siano in trappola Corinzio uccide l'uomo pugnalandolo alla schiena.

## Cuori strappati
- Titolo originale: Lost Hearts
- Diretto da: Louise Hooper
- Scritto da: Jay Franklin

### Trama
Dopo aver salvato Rose e Jed, Corinzio la informa che Morfeo non la sta osservando per proteggerla, ma per ucciderla a causa di ciò che è, tuttavia se lo aiuterà a indebolirlo lei diventerà il centro delle Terre Del Sogno mentre Corinzio sarà libero.
Durante il discorso di Corinzio alla convention dei serial killer Morfeo si presenta e lo interrompe. Corinzio gli ricorda che lui è ciò che Morfeo ha creato, ma Morfeo ammette di non essere fiero di lui, perché non ha svolto il compito per il quale era stato creato. Manipola gli uomini per creare nuovi incubi, non per aiutarli a superare i propri. Morfeo prova a riportare nel Mondo Dei Sogni Corinzio, ma la presenza del Vortice non glielo permette rendendo l'Eterno vulnerabile, Rose si addormenta e finisce per entrare assieme a Jed nei sogni dei presenti vedendo ciò che sta realmente accadendo. Il sogno ispirato da Corinzio insieme al potere di Rose indeboliscono Morfeo, ma quest'ultimo riesce a informare Rose del grande pericolo che lei rappresenta per il mondo della veglia. Esasperata da entrambi, Rose usa il suo potere per ripristinare temporaneamente i muri tra i vari sogni e ridando la forza necessaria all'Eterno per distruggere Corinzio promettendo a lui e a se stesso che la prossima volta non farà lo stesso errore nel crearlo. 
Morfeo punisce i partecipanti alla convention facendo provare a ognuno di loro ciò che loro stessi hanno inflitto alle loro vittime e a coloro che li amavano, portando alcuni di loro a costituirsi o suicidarsi. Rose e Jed riescono così a fuggire dalla convention e riunirsi agli abitanti del B&B in ospedale dove Lyta sta partorendo. Rose confessa a Lyta che ha paura di addormentarsi e non svegliarsi più, ma Lyta le assicura che se lei è davvero il Vortice e ha il potere di distruggere tutto può anche non farlo. Una volta addormentata ed entrata nel Mondo Dei Sogni, assieme ai suoi amici del B&B, Rose affronta Morfeo ed è pronta a sacrificarsi per salvare i suoi amici e suo fratello; Gilbert, che le rivela di essere "il Paradiso dei Marinai", chiede di essere sacrificato al suo posto, ma non è sufficiente anche se alla fine torna alla sua forma originale che non è un essere ma un luogo all'interno del reame. Rose si prepara a morire, con grande dispiacere di Morfeo, ma Unity si unisce a loro nel sogno e, dopo aver scoperto che è lei il Vortice di quell'era, convince Rose a trasferire il Vortice in lei, permettendo a Morfeo di porre fine alla sua vita, salvando il mondo della veglia e del sogno. Dalla descrizione della bisnonna di Rose, Morfeo capisce che suo fratello Desiderio è "l'uomo dei sogni dagli occhi ambrati" di Unity e che l'ha messa incinta, di conseguenza Rose e Jed sono figli degli Eterni. Morfeo affronta il fratello, avvertendolo di non intromettersi più nella sua vita e ricordandogli che gli Eterni sono al servizio degli umani e non i loro Dei e che non può nulla contro lui e gli altri Eterni. 
Ritornato nel suo regno, Morfeo ricrea Creta come un bel sogno, come lei aveva desiderato, e si sforza di agire come un sovrano più benevolo. Nel mondo della veglia, Lyta dà alla luce un figlio e si trasferisce con Rose, Jed e Hal nel New Jersey e Rose invia a una casa editrice il libro sul sogno che ha vissuto.
Dopo essere stato rimproverato dai duchi dell'Inferno questi offrono a Lucifer le loro legioni per ottenere vendetta su Morfeo, e con la sua caduta il passo successivo sarà conquistare il Mondo Della Veglia e infine la Città d'Argento.

## Il sogno di mille gatti/Calliope
- Titolo originale: A Dream of a Thousand Cats/Calliope
- Diretto da: Hisko Hulsing (prima parte) e Louise Hooper (seconda parte)
- Scritto da: Catherine Smyth-McMullen

### Trama

#### Prima parte
Una sera tardi, una gatta siamese si riunisce con altri gatti per raccontare la storia del suo incontro con Morfeo.
Molto tempo fa, conobbe un gatto maschio con il quale diede alla luce una cucciolata di gattini di razza mista. Questo non piacque ai suoi padroni, che presero i gattini e li gettarono in un fiume, traumatizzando la gatta siamese. Disperata, la gatta sognò di incontrare Morfeo, sotto forma di gatto nero, e lo pregò di trovare una soluzione.
Morfeo le presentò un universo parallelo in cui i gatti erano la specie dominante sugli esseri umani, finché questi ultimi non si ribellarono sognando, ricreando la realtà e trasformando i loro padroni nei gatti che l'umanità vede oggi. Al termine della sua storia, la gatta siamese esorta gli altri gatti a ribellarsi sognando, in modo da reclamare il loro status di dominatori della Terra.

#### Seconda parte
Lo scrittore in difficoltà Richard Madoc fa visita a Erasmus Fry, un anziano ex scrittore che ha imprigionato in casa sua una musa greca di nome Calliope. Fry trasferisce la proprietà di Calliope a Madoc, che scopre che violentandola riceve l'ispirazione.
Lo fa più di una volta, nonostante le sue promesse, finché diventa evidente che non intende lasciarla andare. Calliope invia un appello disperato a Morfeo, il suo ex marito, che non vede dalla tragica morte del loro figlio Orfeo.
Quando riceve il suo appello e viene a sapere cosa le è successo, Morfeo si infuria e affronta Madoc. Quando questi si rifiuta di liberare Calliope, Morfeo punisce Madoc con un flusso incontrollabile di idee che lo portano a ferirsi pur di non dimenticarsele. Madoc temendo di impazzire libera presto Calliope dalla sua schiavitù, che chiede a Morfeo di togliere la maledizione da Madoc.
Morfeo lo fa, ma Madoc si ritrova incapace di ricordare Calliope, Morfeo o le sue idee. Calliope giura di assicurarsi che ciò che è accaduto a lei non accada alle sue sorelle Muse. Lei e Morfeo si salutano con tenerezza, esprimendo la speranza che un giorno, in futuro, lei possa fargli visita nel suo regno e che possano piangere il loro figlio in modo adeguato.